# Serres-sur-Arget

Serres-sur-Arget este o comună în departamentul Ariège din sudul Franței. În 1 ianuarie 2022 avea o populație de 772 de locuitori.